# Laren Mixed Hockey Club
Laren Mixed Hockey Club (kratica:AH&BC) je nizozemski klub u športu hokeju na travi iz Larena.
Utemeljen je 15. studenoga 1923. godine. Od 1929. se aktivno natječe.

## Klupski uspjesi
- prvaci:
  - muškarci: 1956., 1961., 1969.
  - žene: 1968., 1969.

## Poznati igrači i igračice
- Dick Loggere

## Vanjske poveznice
- (nizoz.) Službene stranice